# WASP-80
WASP-80は、わし座の方角に約163光年の距離にある恒星である。周囲には、1つの太陽系外惑星が発見されている。

## 特徴
| 太陽 | WASP-80   |
| ---- | --------- |
| 太陽 | Exoplanet |

WASP-80は、見かけの等級が11.9の橙色主系列星である。質量と半径はいずれも、太陽の6割弱とみられる。表面温度は約4,143Kで、太陽よりもかなり低い。
WASP-80で観測された、カルシウムのH・K線の輝線強度は非常に強く、恒星がとても活発に活動していることを示す。そうなると、恒星黒点の存在が予想されるが、WASP-80では自転に伴う光度曲線の変化は0.001等級以下であり、黒点が存在するとしても、小さな黒点が多数、恒星表面を満遍なく覆っているものと考えられる。

## 惑星系
2012年、スーパーWASPの系外惑星捜索グループは、2010年にWASP-Southで行ったトランジット法による観測から、周期3.07日の惑星候補を検出し、ラ・シヤ天文台における追観測から、WASP-80bを発見した。WASP-80bは、質量が木星の半分程度、表面の平衡温度が約825Kの巨大ガス惑星で、WASP-80から0.0344auの距離を3.07日周期で公転している。
| 名称 （恒星に近い順） | 質量                   | 軌道長半径 （天文単位） | 公転周期 (日)                    | 軌道離心率          | 軌道傾斜角         | 半径                   |
| --------------------- | ---------------------- | ----------------------- | -------------------------------- | ------------------- | ------------------ | ---------------------- |
| b (Wadirum)           | 0.538 +0.035 −0.036 MJ | 0.0344 +0.0010 −0.0011  | 3.06785234 +0.0000083 −0.0000079 | 0.002 +0.010 −0.002 | 89.02 +0.11 −0.10° | 0.999 +0.030 −0.031 RJ |

## 名称
2019年、世界中の全ての国または地域に1つの系外惑星系を命名する機会を提供する「IAU100 Name ExoWorldsプロジェクト」において、WASP-80とWASP-80bはヨルダン・ハシミテ王国に割り当てられる系外惑星系となった。このプロジェクトは、「国際天文学連合100周年事業」の一環として計画されたイベントの1つで、ヨルダン国内での選考、国際天文学連合 (IAU) への提案を経て、太陽系外惑星とその母星に固有名が承認されるものであった。2019年12月17日、IAUから最終結果が公表され、WASP-80はPetra、WASP-80bはWadirumと命名された。Petraは、世界遺産にも登録されているヨルダン南部の古代都市ペトラ。Wadirumは、ヨルダン南部に位置するヨルダン最大の谷Wadi Rum（ワディ・ラム、月の谷）のことで、ワディ・ラム保護区も世界遺産に登録されている。